# Zogenweiler
Zogenweiler este o comună din landul Baden-Württemberg, Germania.